# عبلة الكحلاوي
عبلة محمد مرسي عبد اللطيف الكحلاوي (1948-2021)، داعية إسلامية مصرية وإحدى رائدات العمل الخيري في مصر، وُلدت في 15 ديسمبر 1948 بحي الزمالك بالقاهرة، وأطلق عليها ماما عبلة أو أيقونة الداعيات السيدات. كانت أستاذة للفقه في كلية الدراسات الإسلامية والعربية-بنات بجامعة الأزهر، كما شغلت منصب عمادة الكلية ذاتها. قدمت العديد من البرامج الدينية والمُحاضرات الدعوية في القنوات الفضائية المصرية والعربية حيث تركت بصمة مُميزة لدى الكثيرين، واتسم أسلوبها بالبساطة والبعد عن التعقيد في توجيه النصيحة بهدف حل مشاكل الآلاف بما يتوافق مع التعاليم الإسلامية، ولذلك عُدت إحدى أكبر الدُعاة في الوسط الدعوي النسائي. وعندما تقدم بها العمر وأعياها المرض لجأت إلى مواقع التواصل الاجتماعي لمُواصلة نشاطها الدعوي. قال عنها أحمد عمر هاشم عُضو هيئة كبار العلماء: «هي إحدى السيدات الفُضليات في هيئة التدريس بجامعة الأزهر وعميد كلية البنات ببورسعيد سابقًا وإحدى الداعيات الصالحات إلى الله، نحسبها كذلك أنها كانت من الصالحات القانتات على هدى وبصيرة. خدمت طالباتها بجامعة الأزهر، فأدت رسالتها على أعظم ما يكون الأداء، وأسهمت في الدعوة الإسلامية بتوجيه النصح للسيدات، ونسأل الله أن يكافئها جزاء ما قدمته». ألفت عدة كتب وإصدارات تتناول عددًا من القضايا الفقهية والدينية منها: «مسافر بلا طريق»، «البنوة والأبوة»، «بنوك اللبن: شبهات حول بنوك اللبن»، «الخلع دواء ما لا دواء له: دراسة فقهية مقارنة»، «سلسلة كتب فقه النساء: قضايا المرأة في الحج والعمرة».
تفرغت عبلة الكحلاوي في سنواتها الأخيرة للعمل الخيري، وأسست جمعية الباقيات الصالحات في المقطم إحدى أكبر الجمعيات الخيرية الموجودة في مصر والتي تُقدم العديد من الخدمات الاجتماعية بكافة المُحافظات لرعاية الأطفال الأيتام ومرضى السرطان وكبار السن من مرضى آلزهايمر، بالإضافة إلى مُجمع الباقيات الصالحات في المقطم. كما دشنت دارًا أخرى للأسرة ودعم الأمهات والبنات. وقبل أسابيع من وفاتها كثفت من حملاتها لتوفير الأكسجين لمرضى كورونا الذين ترعاهم في مُؤسستها الخيرية وطالبت الجهات المَسئولة بسرعة التدخل، وتدخلت وزارة الصحة المصرية بالفعل، وقامت بنقل المُصابين وقدمت الرعاية الصحية لهم. في 2020 كرمتها رابطة المرأة العربية والإفريقية في اليوم العالمي للمرأة واختيرت أمًّا مثالية بالإجماع في ذلك العام على مستوى الجمهورية لما تُقدمه للمجتمع من دور تثقيفي وتنويري. وتُوفيت في 24 يناير 2021 عن عمر ناهز اثنين وسبعين عامًا مُتأثرة بإصابتها بفيروس كورونا المُستجد وتدهور حالتها الصحية، وبقائها بالعناية المُركزة حيث كانت تُعاني من ضيق في التنفس، حتى فارقت الحياة.

## بداياتها
وُلدت عبلة محمد مرسي عبد اللطيف الكحلاوي في 15 ديسمبر 1948. هي الابنة الكُبرى للمُنشد الديني المصري محمد الكحلاوي، وشقيقة كل من محمد الكحلاوي، أستاذ العمارة الإسلامية، والمُنشد أحمد الكحلاوي. تزوجت في سن صغيرة من محمد ياسين بسيوني اللواء المُهندس وأحد أبطال حرب أكتوبر، وأحد الذين سافروا إلى ألمانيا لإحضار المواسير اللازمة لتفجير خط بارليف بشكل سري والذي اختاره لها والدها، وقد استُشهد في الحرب ذاتها، وأنجبت منه ثلاث بنات، وهن مروة أستاذة الإعلام بجامعتي بني سويف وأكتوبر، وردينة الحاصلة على بكالوريوس تجارة وإدارة أعمال ودبلوم من معهد الدراسات الإسلامية في الشريعة، وتُعد نفسها لتُصبح داعية إسلامية على الصعيد العالمي في الدول التي تُرافق فيها زوجها الذي يعمل في السلك الدبلوماسي، وهبة الله أو هايدي التي تخرجت من كلية الصيدلة.
قالت الكحلاوي في إحدى لقاءاتها التلفزيونية في برنامج «من القلب للقلب» أنها تولت تربية بناتها الثلاثة، عقب وفاة زوجها، وتحملت كامل نفقاتهن بمُفردها، مع عملها وفعل الخير قائلةً: «مدد من الله في كل خطوة مشيتها». وأردفت: «قبل وفاة زوجي لم أكن أهتم بفصل ذمتي المالية الخاصة عنه، وكنت أترك له التصرف في إدارة الأمور المادية، وبعد وفاته وجدت نفسي مسئولة عن كل شيء في ظل وجود بعض الأشخاص ذوي أطماع... وكان الله يُسخر لي من يُساعدني في إدارة أموري، في تربية بناتي وتزويجهن».

## مسيرتها

### التحصيل العلمي
حصلت عبلة الكحلاوي على مجموع عالٍ في الثانوية العامة وكانت تأمل أن تُصبح سفيرة، إلا أنها التحقت بكلية الدراسات الإسلامية بجامعة الأزهر تنفيذًا لرغبة والدها، وأكملت مسيرتها التعليمية في بيت الزوجية، وحصلت على شهادتها الجامعية عام 1969. تخصصت في الشريعة الإسلامية وحصلت على الماجستير عام 1974 في الفقه المقارن في موضوع «الشورى قاعدة الحكم الإسلامي»، ثم على الدكتوراه عام 1978 في التخصص ذاته.

### في التعليم والتدريس
التحقت عبلة بالتدريس الأكاديمي حيث شغلت منصب أستاذة الفقه المُقارن بكلية الدراسات العربية والإسلامية للبنات بجامعة الأزهر، ثم انتقلت إلى أكثر من موقع في مجال التدريس الجامعي منها كلية التربية للبنات في الرياض وكلية البنات في جامعة الأزهر. في عام 1979 رأست قسم الشريعة في كلية التربية في مكة المكرمة. ثم بدأت عبلة الكحلاوي طريقها في مجال التربية للبنات في مكة المكرمة مُعلنة طرق التفقُه في الدين وواضعةً أيديهن على أمُهات الكتب ومخازن علوم الشريعة، مُتأسية بالآية الكريمة التي تقول: ﴿لِّلَّذِينَ أَحْسَنُوا الْحُسْنَىٰ وَزِيَادَةٌ ۖ﴾.
جنبًا إلى جنب مع التدريس الأكاديمي شاركت الكحلاوي كداعيةٍ بوصفها إحدى أكبر دُعاة الوسط النسائي، فبدأت في إلقاء دروس يومية بعد صلاة المغرب للسيدات بالكعبة لمدة عامين منذ عام 1987 وحتى عام 1989 حيث كانت تستقبل خلالها النسوة المُسلمات من سائر أنحاء العالم. وعقب عودتها إلى القاهرة استكملت عملها الدعوي واستكملت دروسها اليومية للسيدات في مسجد والدها الكحلاوي في حي البساتين، وركزت في مُحاضراتها على إبراز الجوانب الحضارية للإسلام بجانب شرح النصوص الدينية والإجابة عن التساؤلات الفقهية. كان لعبلة الكحلاوي الكثير من الرُوايات مع الفنانات التائبات، فتاب بعضُهن على يدها، فيما ساعدت أخُريات على عدم الرجوع من طرق التوبة مرة آخرى؛ فدعت الكحلاوي مديحة كامل لتسرد توبتها إلى الجمهور الذي تأثر لها حيث يرى كيف يُمكن للفنان أن يترك كل شيء في سبيل التوبة؛ كما قالت عن نورا: أنها لو ارتدت الحجاب فستكون مثل البدر في تمامه، وهو الموقف الذي وصل إلى نورا والتزمت به. فيما طلبت منها ياسمين الخيام أن تُلقي دروسًا دينية للفنانات التائبات وتُثبتهم في مسجد والدها محمود خليل الحصري بمحافظة السادس من أكتوبر، فرحبت بذلك، وكانت من بين هؤلاء الفنانات هالة فؤاد ومديحة كامل وعفاف شعيب وشمس البارودي وشهيرة.
ومالبثت أن كُلفت بإلقاء دروس دينية في الجامع الأزهر، مع درس أسبوعي في بيت الحمد في مسجد المقطم أيضًا. قدمت برنامج «في حُب المُصطفى» والذي بُث خلال شهر رمضان 1428 هجريًا على قناة الرسالة، كما قدمت عددًا من البرامج الأخرى على قنواتٍ تلفزيونية مُختلفة منها قناة الناس.
في بداية الألفية ظهرت عبلة الكحلاوي على قناة اقرأ، وترسخ أسلوبها اللين وصوتها الحاني الوقور في أذهان مُتابعيها مع إطلالتها الدائمة بثيابها البيضاء التي حرصت على الظهور بها على مدار مسيرتها الإعلامية. ركزت الكحلاوي على السيرة النبوية والجانب الأخلاقي الروحاني، ولم تتطرق إلى طرح القضايا الجدلية والعقائدية الشائكة حول الزي والحجاب والفن. وهو الأمر الذي سبب لها بعض النقد إذ ارتأى البعض أن الكحلاوي لم تلعب دورًا فعالا في الأحداث السياسية في مصر، وأنها فقط تبنت خطابًا ثابتًا يرفض التغيير أو الخروج على الحاكم، كما يرون أنها لم تنجح في إخراج الخطاب الديني من دائرة الرتابة.

### في الأعمال الخيريَّة
قدمت عبلة الكحلاوي دعمًا مُميزًا في مُختلف المجالات الإنسانية والاجتماعية، فأسست جمعية الباقيات الصالحات الخيرية في المقطم لرعاية الأطفال الأيتام والمعوزين، والأرامل والمُطلقات، والاهتمام والرعاية الطبية المُتكاملة لمرضى الألزهايمر والسرطان، مع المُساعدات والقوافل الطبية لقرى ومُحافظات مصر، وتطوير العشوائيات، وتوصيل المياه ومُعالجة الأسقف وقت السيول، وتجهيز العرائس، من خلال إنشاء دار أبي لرعاية المُسنين، دار أمي لرعاية المُسنات المصابات بالألزهايمر، دار ضنايا للأطفال المصابين بالسرطان، الذين يأتون مع أسرهم من الأقاليم لتلقي العلاج بالقاهرة، ولايُوجد مكان لهم بالقاهرة خلال فترة العلاج، بالإضافة إلى مُجمع الباقيات الصالحات في المنطقة ذاتها، وأوصت الكحلاوي باستمرار عمل جمعية الباقيات الصالحات وعدم إغلاقها مع تكثيف العمل الخيري بها، مع مسجد الباقيات الصالحات لتحفيظ القرآن، جنبًا إلى جنب مع المُستشفى المُلحق بها وأن تكون مُتاحة لجميع المُحتاجين.

## مُؤلفاتها
- أحبوه كما أحبكم: صدر عام 2011 عن مُؤسسة بداية للنشر والتوزيع.[36]
- قلبي معاك: كتاب صدر عام 2011 عن مُؤسسة بداية للنشر والتوزيع. ويدخل ضمن نطاق الكتب المحورية لدارسي عُلوم المرأة والقضايا المُجتمعية حيث يتناول رسائل إلى الأم والمرأة العاملة، ولماذا غابت السعادة عن عش الزوجية مع الإسلام والعنوسة.[37]
- قضايا المرأة في الحج والعمرة: صدر عام 2005 عن دار المعرفة للطباعة والنشر، حيث تناولت الكحلاوي فريضة الحج للمرأة استنادًا إلى القرآن والسنة وأئمة المذاهب، وعكست رسالة النبي محمد عن المرأة، والتي إذا اهتدت بهدي الله واتسمت بشريعته واتبعت دين الإسلام، نالت ثواب الحسنيين معًا وهما فريضتا الحج والجهاد.[38][39]
- البنوة والأبوة في ضوء القرآن الكريم والسنة: والذي صدر عام 2005 عن دار المعرفة للطباعة والنشر، حيث ارتأت الكحلاوي التذكير بحقوق البنوة والأبوة وأن محبة الأبناء غرسٌ أصيلٌ لصيقٌ بنسيج القلوب والعقول، وأن هذه العاطفة يذوب فيها الإنسان بإرادته وفق حركة الحياة من أجل بنيه لأنهم أمل الأبوة وأحلامها.[40][41]
- مقال الخطاب الديني والطفل: والذي صدر عام 2004 عن دار المعرفة للطباعة والنشر.[42]
- التحريم المُتعلق بالدم وحكم نقل الدم: كتاب صدر عام 2003 عن دار الرشاد للنشر والتوزيع. ويُفسر أسباب التحريم والإباحة في نقل الدم من وجهة النظر التشريعية والدينية، بدءًا من تعريف الدم في الشريعة والطب وكيف يكون ناقضـًا للوضوء والطهارة ومُوجبًا للغسل وحكم التداوي بالدم وبالمتاحات وإن خالفت المحاذير الشرعية وحكم حفظ الدم في بنوك الدم ومشروعية بيعه مع توضيح الفرق بين التحريم بالرضاع والتحريم بالدم.[43]
- مسافر بلا طريق: مجموعة قصص واقعية صدرت عام 2003 عن دار الرشاد للنشر والتوزيع، وتتميز بميول الكتابة الإيمانية المُشرقة والروح الشاعرية الدافقة والنظريات النقدية الصائبة التي تُعالج سلبيات عديدة مُنتشرة في المُجتمع.[44]
- الخلع دواء مالا دواء له: دراسة فقهية مُقارنة: كتاب صدر عام 2000 ويتناول أسباب الخلع وألفاظه وأدلة مشروعيته وكيفية المُعالجة الإسلامية له والحكمة منه وحكمه، وآراء الفقهاء فيه، كما تناولت الكاتبة الطلاق وبيان حكمه وأركانه وشروطه وأقسامه.[45]
- «بنوك اللبن»: صدر عام 1998 عن دار الرشاد ويتناول الكتاب قضية بنوك اللبن، حيث تُجمع ألبان طبيعية من أمُهات مُرضعات وتُحفظ وتُقدم لمن يحتاج إليها. تعرض الكحلاوي أراء الفقهاء ورأيها الشخصي في هذه القضية.[46]
- المرأة بين طهارة الباطن والظاهر (دراسة مقارنة): صدر عام 1996، ويدخل ضمن نطاق عُلوم المرأة والقضايا الاجتماعية.[47]
- ديوان شعري في حب مصر: أظهرت الحس الوطني الذي تملّكها وكتبت عن حبها لزوجها الكثير من القصائد، منها قصيدة عند ذهابه إلى الجبهة قبل حرب أكتوبر عام 1973.[20]

| عبلة الكحلاوي | مصاحب طيورك المهاجرة وحفنة من ذكريات القاهرة. مسافر بلا رفيق لكنني حملت في حقيبة القلب الوحيد هشيمًا أيامنا وأوراقنا المُبعثرة. لا تبك أنت، فكل دمعة تركتها تضيء في سماء البيت. رأيت مهجتي كأنها يمامة مسافرة تبكي برعشة الجناح تطوى على جراحها الجناح، وبعد أن رحلت يا دموعي رجعت أنزع الظل القديم وحش الطريق. بالله كيف سافرت عيناك في الربيع | عبلة الكحلاوي |

## رؤية النبي محمد
روت عبلة الكحلاوي عن إحدى الرؤى حيث رأت النبي محمدًا في منامها عقب صلاة الفجر: «رأيت حضرة النبي في منامي وكان يُردد، ياعبلة قُولي لعُمر أوعى تدبح الأسرى»، وقالت إنها لم تستطع تفسيره وذهبت إلى الشعراوي، الذي فسر أن عمر هو أحمد عمر هاشم، وكان رئيس الجامعة التي تعمل بها آنذاك، والذي واجهتهه -بناءً على نصيحة طه أبو كريشة عُضو هيئة كبار العلماء- وأخبرها بوجود كربٍ شديدٍ وأمر خاص مُتعلق بمصائر بعض الأشخاص، والذي استجاب لرسالتها في نهاية الأمر وحل الأمر.

## وفاتها
تُوفيت عبلة الكحلاوي في القاهرة بتاريخ 24 يناير 2021 ميلاديًا، الموافق 11 جمادى الآخرة 1442 هجريًا، عن عمر ناهز 72 عامًا، وذلك إثر إصابتها بفيروس كورونا المُستجد. وقالت عنها هالة زايد، وزيرة الصحة المصرية، أن سبب الوفاة هو فيروس كورونا، حيث أنها توجهت للمُستشفى في حالة مُتأخرة، وأنها أمرت بإرسال طاقم طبي لمُتابعة حالتها والتي كانت سيئة للغاية. وشيعت الجنازة من مسجد الباقيات الصالحات بالهضبة الوسطى بالمقطم، عقب صلاة الظهر، وسط أعداد كبيرة من مُحبيها، ومن ثم انطلقت في رحلتها الأخيرة إلى مقابر عائلة الكحلاوي بجوار مسجد الإمام الشافعي.

### النعي
أقُيمت صلاة الجنازة عليها مرتين؛ في مسجد الباقيات الصالحات في المقطم ومسجد والدها محمد الكحلاوي في البساتين. وشهدت الجنازة حضور عدد من الشخصيات العامة والدُعاة، وكان في مُقدمتهم أسامة الأزهري مُستشار رئيس الجمهورية للشئون الدينية، والذي أوصته الكحلاوي بالصلاة عليها، وخالد الجندي عضو المجلس الأعلى للشئون الإسلامية، ومحمود ياسين التهامي نقيب المُنشدين، والحبيب علي الجفري، والداعية عمرو خالد، وخالد عبد العال مُحافظ القاهرة.
نعى الكحلاوي العديد من الشخصيات والرموز الدينية والسياسية بالعالم العربي والإسلامي:
- قال أحمد الطيب شيخ الأزهر: «رحم الله الدكتورة عبلة الكحلاوي. كانت نموذجًا للمرأة الصالحة لدينها ومُجتمعها. سلكت طريق الدعوة إلى الله فألفتها القلوب وأنارت بعلمها العقول.. جعلها الله عونًا لمُساعدة الفُقراء والأيتام. فاللهم تغمدها بواسع رحمتك ومغفرتك، واجعل علمها شفيعًا لها. إنا لله وإنا إليه راجعون».[58]
- نعاها مفتي جمهورية مصر العربية شوقي علام قائًلًا «الفقيدة الدكتورة عبلة الكحلاوي -رحمها الله- كانت من العالمات العاملات، فقد جمعت بين علوم الشريعة علمًا وتعليمًا، وبين العمل الخيري، حيث أسست واحدة من أكبر الجمعيات الخيرية في مصر التي تقوم بالكثير من أعمال الخير والبر».[3]
- تقدمت جامعة الأزهر برئاسة الدكتور محمد المحرصاوي «بخالص العزاء والمُواساة لطلاب العلم ورواد العمل الخيري في وفاة الداعية الإسلامية الدكتورة عبلة الكحلاوي التي وهبت حياتها للدعوة فكانت مُثالًا للمرأة المُسلمة التي تدعو بلسانها وتفعل الخير بيدها؛ كما أكدت الجامعة أن برامجها الإعلامية ومُؤلفاتها العلمية وأعمالها الخيرية ستظل باقيةً تُخلد ذكراها وتُشجع غيرها للسير قدمًا على خطاها».[59]
- قال أسامة الأزهري: «شمس من العلم والولاية قد انطفأت... والله يعلم ما في القلب من حزن شديد على فقدها، فقد كانت شمسًا ونورًا في حياة ألوف وملايين من الأسر والبيوت، الذين وجدوا في كلامها ونصائحها نورًا يملأ القلوب سكينة ونورًا، لقد ربطتني بها رحمها الله علاقة خاصة جدًا، فكانت أمي بعد أمي، وكان بيني وبينها اتصال مُستمر ومُشاورة دائمة في أمور عامة وخاصة، وكم كانت لها الأيادي السابغة والإنفاق الواسع على ذوي الحاجات، كانت من أهل العلم والصلاح الذين يصح أن نُسميهم ورثة النبوة بحق وصدق، رحمك الله ياأستاذتنا الجليلة، ورفع درجاتك في جنات النعيم، وألحقنا بك في عليين، ولانقول إلا ما يرضي ربنا، وإنا على فراقك لمحزونون، وإنا لله وإنا إليه راجعون».[2]
- نعاها محمد عثمان الخشت رئيس جامعة القاهرة قائلًا: «إن الدكتورة عبلة الكحلاوي رحمها الله، كانت تُمثل نموذجًا للداعية الأم وتعكس سماحة الإسلام ورحمته ووده، ولها إضافات حقيقية في مجال الدعوة وقدمت الكثير من المُساعدات وأعمال الخير  من خلال جمعيتها الخيرية. أدعو الله أن يتغمدها الله بواسع رحمته، وأن يسكنها فسيح جناته، وأن يرزق أهلها الصبر والسلوان».[53] وقال محمد مختار جمعة، وزير الأوقاف ورئيس المجلس الأعلى للشئون الإسلامية: «أسأل الله أن يتغمد الدكتورة عبلة الكحلاوي الأستاذة بجامعة الأزهر الشريف برحمته الواسعة، وأن يُسكنها فسيح جناته، وأن يُجزيها خير الجزاء على ما قدمت في خدمة دينها ووطنها ورسالتها الإنسانية، وأن يُلهم أهلها وذويها الصبر والسلوان».[60]
- قال محمد أبو العينين: «ببالغ الحزن والأسي أنعي الأم الفاضلة والداعية الإسلامية الكبيرة الدكتورة عبلة الكحلاوي. العالمة الجليلة التي أثرت قلوب العالم العربي بصدقها وحديثها الذي يملأ القلب سكينة. كانت الراحلة مثالًا للسماحة والإيمان والرحمة ونورًا في حياة الملايين من الأسر. نموذجًا في المُساعدة وأعمال الخير .. جعل الله أعمالها الصالحة في ميزان حسناتها. بدموع غالية وقلب يعتصر ألمًا ندعو  لفقيدة الأمة بالرحمة والمغفرة والفردوس الأعلى. اللهم أبدلها دارًا خير من دارها.. وأهلًا خيرًا من أهلها. رحم الله الأم والداعية الدكتورة عبلة الكحلاوي.. وألهم أسرتها ومُحبيها الصبر والسلوان. إنا لفراقك لمحزونون.. وإنا لله وإنا إليه راجعون».[61]
- نعتها انتصار السيسي قرينة الرئيس حيث كتبت: «ودعت مصر نموذجًا مُشرفًا وعظيمًا للمرأة المصرية المُخلصة لدينها ووطنها وهي الدكتورة الفقيهة عبلة الكحلاوي التي وافتها المنية أمس الأحد بعد رحلة عطاء ومسيرة إنسانية مُشرفة في طريق الخير والدعوة.. رحم الله الدكتورة عبلة الكحلاوي، وألهم أهلها وذويها ومحبيها الصبر والسلوان»[62] فيما نعاها المجلس القومي للمرأة برئاسة مايا مرسي التي أعربت عن «عميق حزنها بوفاة الدكتورة عبلة الكحلاوي مُؤكدة أنها كانت نموذجًا فريدًا في الدعوة الإسلامية حيث تميزت بأسلوبها السهل والمبسط، حيث أفادت الكثير بعلمها وفكرها، فضلًا عن دورها الملموس في مجال العمل الخيري»؛[63]
- نعتها إلهام شاهين مُساعدة الأمين العام لمجمع البحوث الإسلامية لشئون الواعظات قائلةً: «كانت نموذجًا يُحتذى به وقدوة في العلم والعمل والمُعاملة الإنسانية والرقي الأخلاقي، فقد كانت أستاذة عندنا بكلية الدراسات الإسلامية والعربية بنات القاهرة ولم نر منها إلا كل خير، نفعت بعلمها الأمة الإسلامية، فقدمت الكُتب والمُؤلفات العلمية لتكون لها صدقة جارية علمًا يُنتفع به وقدمته في كل أشكاله وصوره العصرية من برامج دعوية وصوتيات، فكان لها من العلم النافع الشافع بإذن الله المقروء والصوتي المسموع والمرئي المشاهد. ولم تدخر وسعًا في ترجمة القول إلى الفعل فكان لها نشاط في المُساعدات المادية والخدمية الإنسانية لكبار السن واليتامى والأرامل وقدمت كثيرًا من الخدمات والمُساعدات لكثير من أطياف المجتمع».[1]
- أعربت وفاء عامر عن صدمتها قائلةً: «يعلم الله أني أحببتك فيه، فوالله الذي لا إله إلا هو، فراقك آلم قلبي، مع السلامة ياأطيب قلب وأحن أم في الدنيا». وأكملت نشوى مصطفى قائلة: «ياحبيبتي في الجنة ونعيمها، سلام الله عليكي ورحمته وبركاته، إنا لله وإنا إليه راجعون».[27]

## وصلات خارجية
- عبلة الكحلاوي على موقع أرشيف الشارخ.
- «الداعية التي تتحدث بقلبها».. أبرز فتاوى الراحلة عبلة الكحلاوي (فيديو).
- عبلة الكحلاوي بنت مداح النبي لماذا هي الأصدق في داعيات جيلها